# Марен Баккен
Марен Баккен (норв. Maren Bakken; 28 березня 2001) — норвезька біатлоністка.

## Досягнення
| Змагання                                      | Індивідуальна гонка | Естафета | Спринт | Гонка переслідування |
| --------------------------------------------- | ------------------- | -------- | ------ | -------------------- |
| Чемпіонат світу з біатлону серед юніорів 2019 | 16                  | 1        | 1      | 3                    |